# Fulvetta ruficapilla
La fulveta de Verreaux (Fulvetta ruficapilla) es una especie de ave paseriforme de la familia Sylviidae endémica de China. Su nombre común conmemora al ornitólogo francés Jules Verreaux que la describió científicamente en 1870.

## Distribución y hábitat
Se encuentra en los bosques del interior de China.

## Taxonomía
Como otras fulvetas estaba clasificada en la familia Timaliidae dentro del género Alcippe, pero se trasladó de género y familia cuando se demostró su proximidad genética con los miembros del género Sylvia.